# Plantaardige olie

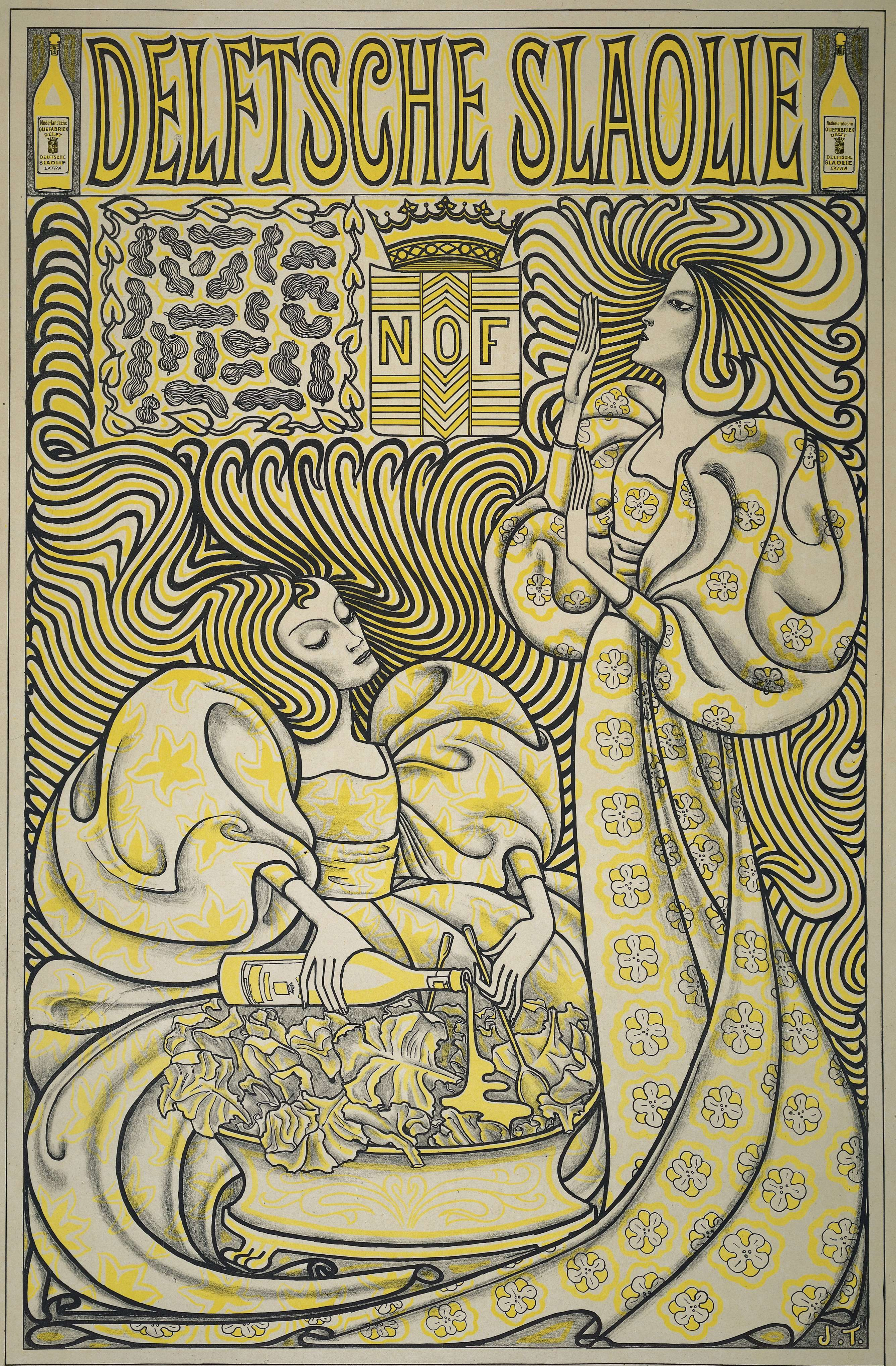
"Delftsche Slaolie", door Jan Toorop.

Plantaardige olie is olie die verkregen is uit zaden of een andere plantendelen, en die grotendeels bestaat uit esters van glycerine en vetzuren. Ze heet ook wel vette olie ter onderscheiding van vluchtige plantenoliën, waartoe citroenolie en andere citrusoliën behoren. Sommige plantaardige oliën zijn vast bij kamertemperatuur en zijn daarom eigenlijk een plantaardig vet. Plantaardige oliën kunnen door het harden omgezet worden in vetten.
Sommige soorten plantaardige olie, zoals olijfolie, kunnen direct door de mens geconsumeerd worden, terwijl andere, zoals koolzaadolie, eerst bewerkt moeten worden. Niet alle plantaardige olie wordt voor consumptie gebruikt: zo wordt wonderolie gebruikt als toevoeging aan smeerolie, van lijnolie wordt olieverf en linoleum gemaakt en diverse oliesoorten worden als brandstof gebruikt. 

## Soorten plantaardige olie

Voorbeeld van plantaardige oliën
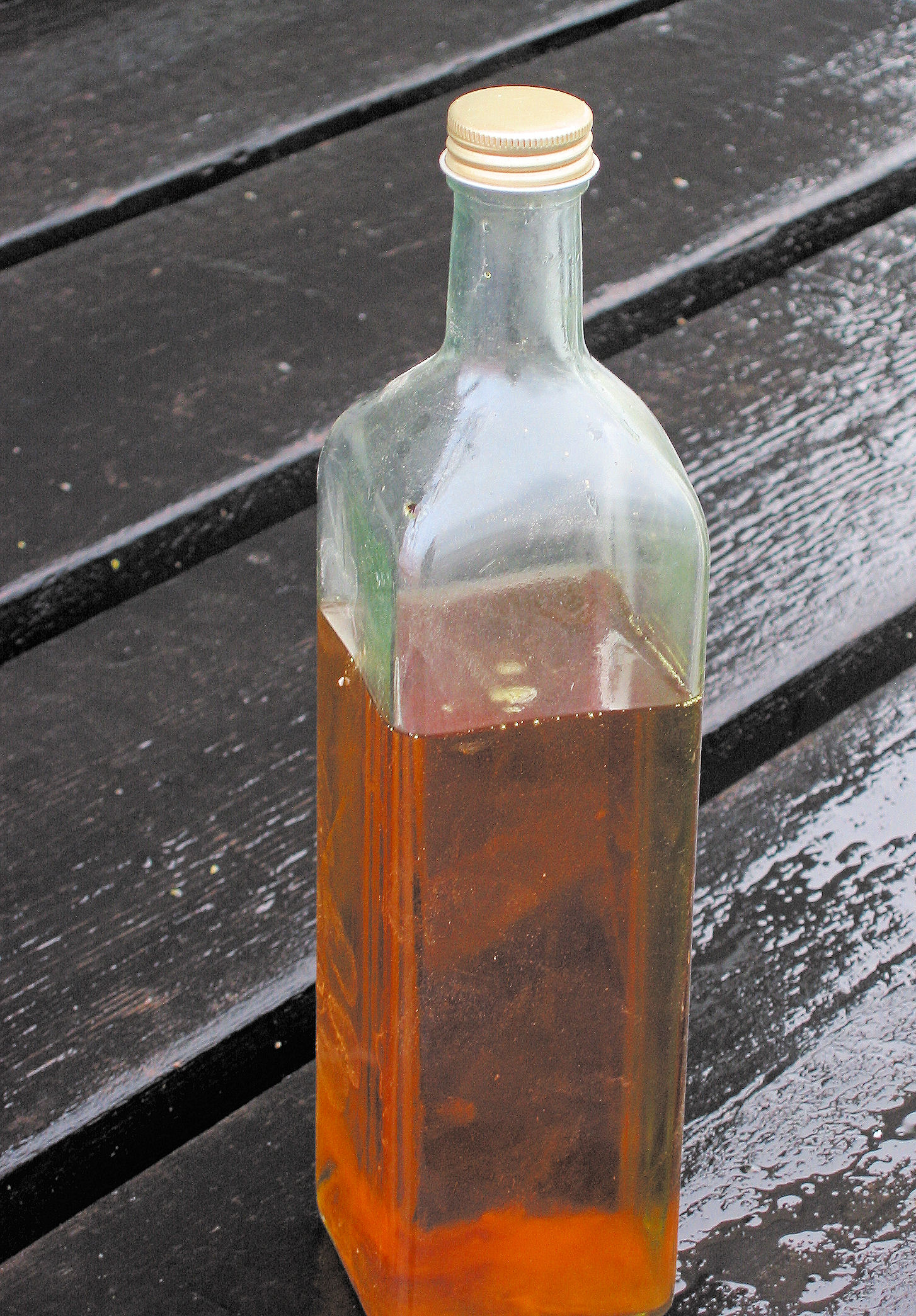
Lijnolie
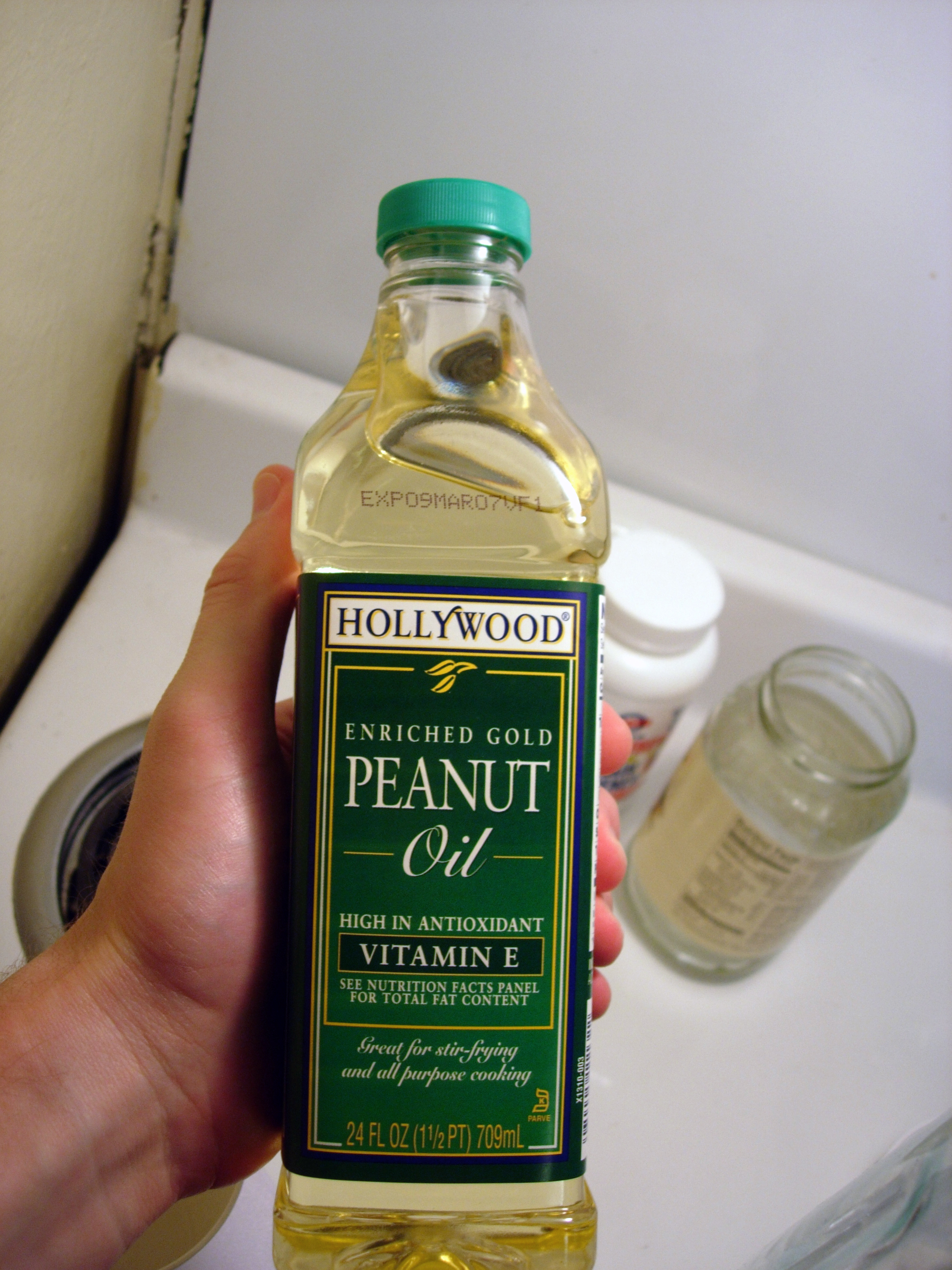
Pindaolie
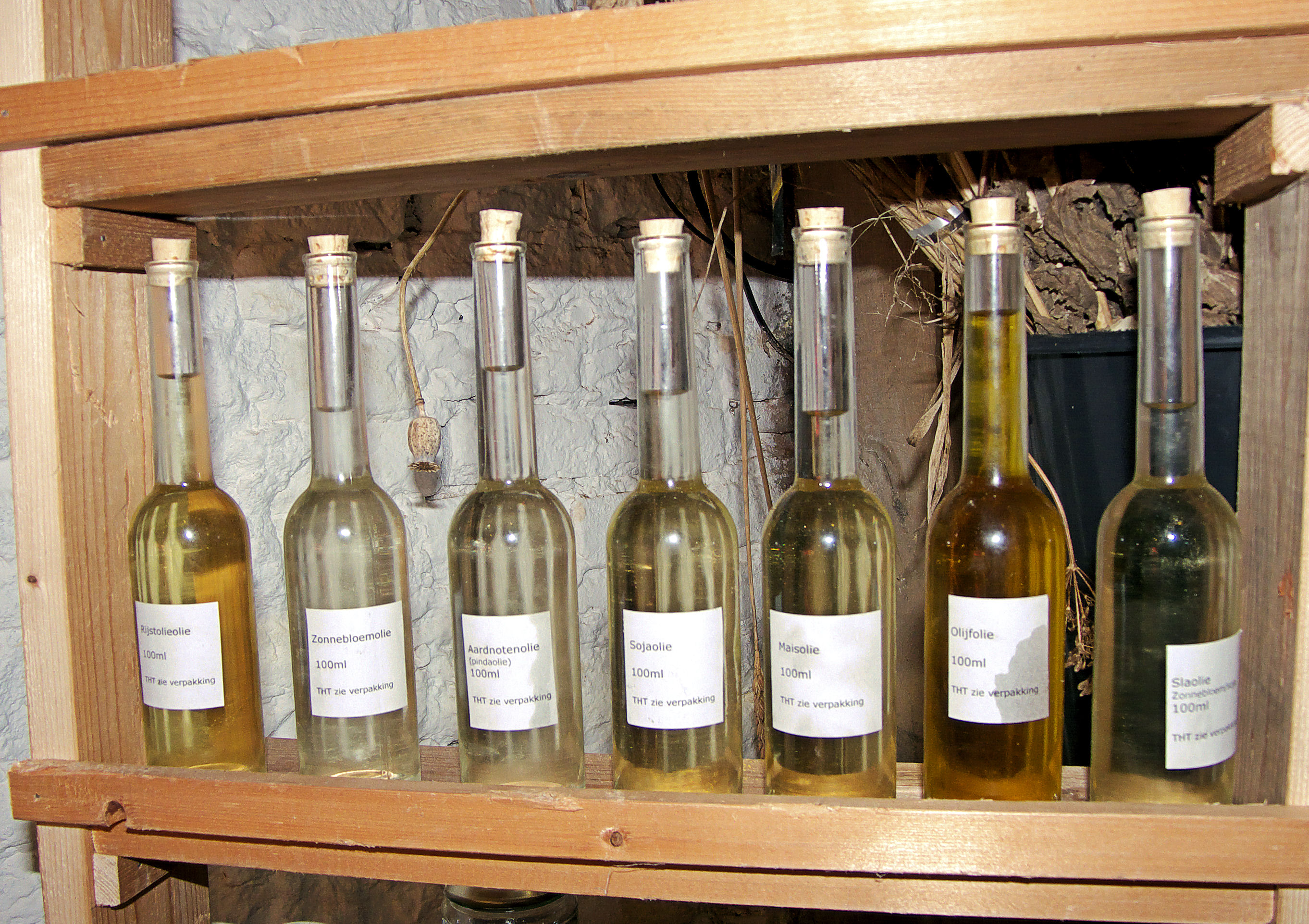
Verschillende soorten plantaardige olie
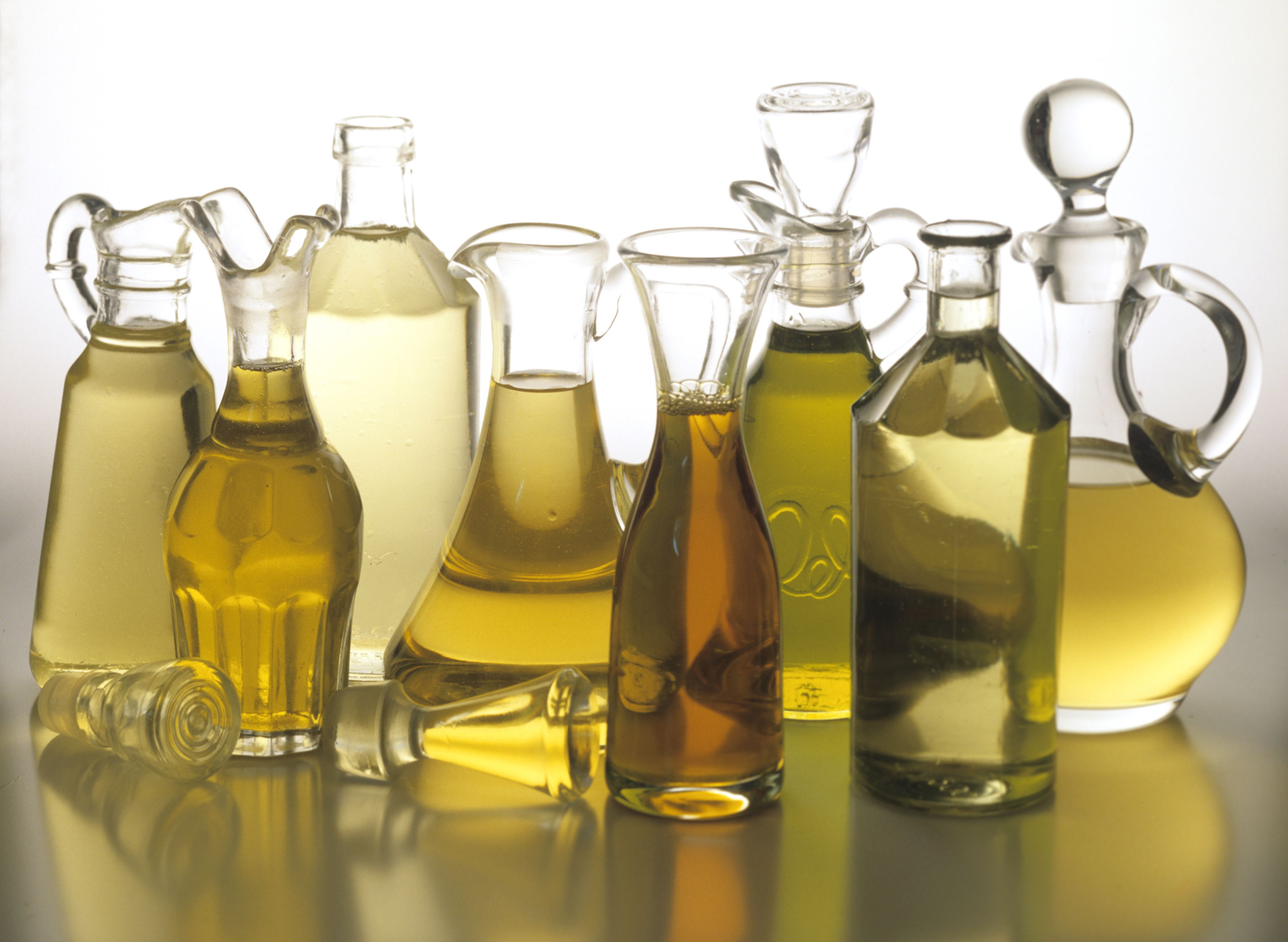
Verschillende soorten plantaardige olie

- Amandelolie
- Arganolie
- Avocado-olie
- Behenolie
- Bernagieolie of borageolie
- Cacaoboter
- Cannabidiol of hennepolie
- Druivenpitolie
- Echiumolie
- Etherische olie
- Hazelnootolie
- Jatrophaolie
- Kajeputolie (cajaputiolie)
- Katoenzaadolie
- Kokosolie
- Koolzaadolie of canolaolie
- Krappaolie
- Lijnzaadolie of lijnolie
- Macadamiaolie
- Maisolie
- Olijfolie
- Palmolie
- Palmpitolie
- Pindaolie of arachideolie
- Raapolie
- Rijstolie of rijstvliesolie
- Sacha-inchiolie
- Saffloerolie of distelolie
- Sesamolie
- Sojaolie
- Tamanu
- Tarwekiemolie
- Teunisbloemolie
- Walnootolie
- Wonderolie, ricinusolie of castorolie
- Zonnebloemolie

Slaolie is een algemene benaming voor een olie die in de keuken gebruikt wordt. Het is vaak een mengsel van verschillende plantaardige oliesoorten.